# Winterfeld (Familienname)
Winterfeld ist ein deutscher Familienname.

## Herkunft und Bedeutung
Bei Winterfeld handelt es sich um einen Wohnstätten- bzw. Herkunftsnamen.

## Namensträger
- Adolf von Winterfeld (1824–1889), preußischer Offizier und Schriftsteller
- Adolph Heinrich von Winterfeld (1689–1740), preußischer Landrat
- Carl von Winterfeld (1784–1852), deutscher Musikwissenschaftler
- Carl von Winterfeld (General) (1813–1867), preußischer Generalmajor
- Christian Alexander Vivigenz von Winterfeld (1754–1822), preußischer Regierungspräsident
- Dethard von Winterfeld (* 1938), deutscher Kunsthistoriker
- Detlof von Winterfeld (um 1537–1611), Landvogt der Neumark und Komtur des Johanniterordens zu Schivelbein
- Else Winterfeld (1873–1938), Malerin, Zeichnerin und Grafikerin
- Emmy von Winterfeld-Warnow (1861–1937), Schriftstellerin und Novellistin
- Friedrich von Winterfeld (Generalmajor), königlich dänischer Generalmajor und Chef des Oldenburger Kürassier-Regiments
- Friedrich von Winterfeld (Jurist) (1875–1949), deutscher Gutsbesitzer und Politiker (DNVP)
- Georg von Winterfeld (1580–1657), Landvogt der Neumark und Herrenmeister des Johanniterordens
- Georg Levin von Winterfeld (1674–1728), königlich preußischer Generalmajor
- Hans von Winterfeld (1857–1914), preußischer General der Infanterie
- Henning von Winterfeld (Marschall) (um 1290–1330), deutscher Burgbesitzer und Marschall von Pommern-Stettin
- Henning von Winterfeld (Landrat) (1901–1945), deutscher Landrat
- Henry Winterfeld (1901–1990), deutscher Jugendschriftsteller und Filmautor
- Hugo von Winterfeld (1836–1898), preußischer General der Infanterie
- Joachim von Winterfeld (1873–1934), preußischer Offizier und Schriftsteller
- Johann Friedrich von Winterfeld (1609–1667), Erbherr auf Dallmin und Domdechant im Hochstift Lübeck
- Karl Winterfeld (1891–1971), deutscher Pharmazeut und Hochschullehrer
- Kaspar Dietlof von Winterfeld (um 1672–1725), königlich preußischer Oberst
- Leontine von Winterfeld-Platen (1883–1960), Lehrerin und Schriftstellerin
- Ludwig von Winterfeld (General) (1798–1889), preußischer Generalmajor
- Ludwig von Winterfeld (Unternehmer) (1880–1958), deutscher Unternehmer
- Albert Friedrich Ludwig von Winterfeld (1832–1906), preußischer Verwaltungsbeamter, Bühnenautor und Schriftsteller
- Ludwig Gustav von Winterfeld  (1807–1874), Mitglied des preußischen Herrenhauses
- Luise von Winterfeld (1882–1967), deutsche Archivarin
- Max Winterfeld (1879–1942), deutscher Komponist, siehe Jean Gilbert
- Paul von Winterfeld (1872–1905), deutscher Historiker
- Richard von Winterfeld (Landrat) (1884–1965), deutscher Jurist und Landrat
- Rudolph von Winterfeld (1829–1894), preußischer General der Infanterie
- Samuel von Winterfeld (1581–1643), Domherr, Staatsmann und Statthalter der Kurmark
- Wilhelm von Winterfeld (General, 1821) (1821–1904), preußischer Generalleutnant
- Wilhelm von Winterfeld (Violinist) (1880–1943), deutscher Violinist
- Wilhelm von Winterfeld (Künstler) (1898–1997), deutscher Bildhauer